# Pia Maiocco
Pia Maiocco (25 febbraio 1962) è una bassista statunitense, che ha militato nella rock band tutta al femminile delle Vixen.

## Biografia
È stata bassista delle Vixen tra il 1984 e il 1986, lasciando il gruppo poco prima di raggiungere il successo con Janet Gardner, Jan Kuehnemund, Share Pedersen e Roxy Petrucci, la formazione che ha inciso l'album Vixen.
Sposata con il chitarrista Steve Vai, appare come corista nell'album del marito Flex-Able La coppia ha due figli: Fire e Julian Angel.
Nel 1984 è apparsa nella commedia Hardbodies.